# Convention internationale relative aux stupéfiants
La convention internationale relative aux stupéfiants de 1925 est un traité international historique, n'étant plus appliqué depuis 1968. Il faisait suite à la Convention internationale de l'opium de 1912 signée à La Haye constatant que la contrebande de substances illicites se poursuit sur une grande échelle malgré des progrès significatifs.

## Historique
La convention fut conclue à Genève le 19 février 1925. Elle fut approuvée le 14 juin 1928 par l'Assemblée fédérale. La ratification fut déposée le 3 avril 1929 et elle entra en vigueur pour la Suisse le 2 juillet de la même année. 
En 1968, le texte a été remplacé par la convention unique sur les stupéfiants de 1961,.

## Provisions
Le texte de la convention se décline en 39 articles regroupés en sept chapitres :
- Chapitre I Définitions

- Chapitre II Contrôle intérieur de l'opium brut et des feuilles de coca

- Chapitre III Contrôle intérieur des drogues manufacturées

- Chapitre IV Chanvre indien

- Chapitre V Contrôle du commerce international

- Chapitre VI Comité central permanent

- Chapitre VII Dispositions générales

Entre autres, la Convention établissait le Comité Central Permanent de l'Opium (Permanent Central Opium Board), qui sera remplacé en 1968 par l'Organe international de contrôle des stupéfiants.

## Pays signataires de la convention
- Albanie
- Allemagne
- Autriche
- Belgique
- Brésil
- Empire britannique
- Canada
- Australie
- Union d'Afrique du Sud
- Nouvelle-Zélande
- Irlande
- Inde
- Bulgarie
- Chili
- Cuba
- Danemark
- Espagne
- France
- Grèce
- Hongrie
- Japon
- Lettonie
- Luxembourg
- Nicaragua
- Pays-Bas
- Iran
- Pologne
- Portugal
- Royaume des Serbes, Croates et Slovènes
- Siam
- Soudan
- Suisse
- Tchécoslovaquie
- Uruguay